# Мечеть Имама Эль-Хуари
Мечеть Имама Эль-Хуари(араб. مسجد الباي محمد عثمان الكبير‎) — мечеть в городе Оран в Алжире.

## История
12 сентября 1791 года был подписан испано-алжирский договор о мире и дружбе, по которому Оран перешёл под управление мусульман. Первой была реконструирована небольшая мечеть, впоследствии получившая название - Мечеть Мохамед-бея аль-Кадира. Поскольку сооружение было слишком маленьким и не могло вместить всех верующих Орана, по приказу Мохамеда бея Бен Османа в 1792 году началось возведение новой мечети. Мечеть Имама Эль-Хуари была построена в центре города Орана в 1799 году. В сооружении находится мавзолей имама Сиди Эль-Хуари.  
К 2010 году минарет, построенный в андалузском стиле и фасад мечети из-за отсутствия финансирования находились на гране обрушения. В 2012 году были начаты реставрационные работы. В ходе раскопок под зданием мечети были обнаружены пещеры периода средневековья.   